# Cufim
Cufim (hebr. צופים) – wieś położona w samorządzie regionu Szomeron, w Dystrykcie Judei i Samarii, w Izraelu.
Leży w zachodniej części Samarii.

## Historia
Osada została założona w 1989.

## Komunikacja
Na południe od wioski przebiega droga ekspresowa nr 55  (Kefar Sawa-Nablus).